# Diamanda Galás
Diamanda Galás (San Diego, 1955. augusztus 29. –) amerikai énekesnő. Az avantgárd zene, jazz, blues rock, gothic rock és classical crossover műfajokba sorolható a zenéje.

## Élete
San Diegó-ban született és nevelkedett. Anyja görög, apja egyiptomi származású, mindketten görög ortodox vallásúak voltak. Apja zongorázni tanította, de énekelni nem, mert szerinte csak az „idióták és a prostik” énekeltek. Apja 2010-ben, anyja 2018-ban hunyt el. 14 évesen a San Diegó-i Szimfonikus Zenekarral együtt lépett fel: Beethoven szimfóniáját adták elő. Zenei karrierje az 1970-es években kezdődött, amikor Galás és a barátja, Mark Dresser beléptek a Black Music Infinity nevű jazz zenekarba. Az együttes további tagjai Stanley Crouch, Bobby Bradford, Butch Morris, James Newton és David Murray voltak. Később a CETA VI nevű San Diegó-i zenekarral kollaborált, amelynek Jim French jazz szaxofonos is tagja volt. Galás szerepelt Jim French egyetlen stúdióalbumán, az If Looks Could Kill-en (1979). Első szólóalbuma három évvel később, 1982-ben jelent meg.

## Diszkográfia

### Albumok
- 1979 – If Looks Could Kill (Jim French albuma, Galással és Henry Kaiser hangmérnökkel)
- 1982 – The Litanies of Satan
- 1984 – Diamanda Galas
- 1986 – The Divine Punishment
- 1986 – Saint of the Pit
- 1988 – You Must Be Certain of the Devil
- 1992 – The Singer
- 1994 – The Sporting Life (John Paul Jonesszal)
- 2017 – All the Way

### Válogatáslemezek
- 1989 – Masque of the Red Death

### Koncert albumok
- 1991 – Plague Mass
- 1993 – Vena Cava
- 1996 – Schrei x
- 1998 – Malediction and Prayer
- 2003 – La serpenta canta
- 2003 – Defixiones: Will and Testament
- 2008 – Guilty Guilty Guilty
- 2017 – At Saint Thomas the Apostle Harlem

### Koncert videók
- 1986 – The Litanies of Satan (VHS)
- 1993 – Judgement Day (VHS)

## Könyvek
- 1996 – The Shit of God

## További információ
- Hivatalos oldal
- Diamanda Galás az Internet Movie Database-ben (angolul)